# 글로우원
글로우원(Glow one)은 대한민국의 LED 조명 전문 기업이다.
철강 기업 포스코와 엔지니어링 기업 포스코 ICT, 조명패키지 제작 업체인 서울반도체와의 합작으로 설립된 LED 조명을 주 사업으로 하는 기업이다.
조명과 IT 기술을 융합한 스마트 조명 시스템을 제공하고 있으며, LED 조명제품을 개발·생산·판매하고 있다.